# EMD G12
Az EMD G12 egy EMD dízel-villamos erőátvitelű dízelmozdony. A mozdony több változatban készült, összesen 930 db-ot gyártottak belőle, és eljutott a világ minden tájára. Létezik keskeny, normál és széles nyomtávú változata is.
Eredetileg az EMD gyártotta 1953-tól. Ausztráliában a Clyde Engineering gyártott 10 db-ot Új-Zéland részére, 5-öt Hong-Kongnak, 23-at Queensland-nek, 14-et Nyugat-Ausztráliának és 7-et a BHP-nek. Továbbá szintén Ausztráliában a Commonwealth Engineering gyártott 42-tőt a Queensland Rail számára 1964-1966 között.

## Eredeti üzemeltetők

### Bo-Bo verzió
- 7 Ausztrália
  - 7 Broken Hill Proprietary Company – DE sorozat
- 241 Brazília
  - 2 Estrada de Ferro de Goiás 5201–5202
  - 30 Mogiana Railway 3001–3030
  - 43 Estrada de Ferro Noroeste do Brasil 1101–1143
  - 17 Rede de Viação Paraná-Santa Catarina
  - 18 São Paulo Railway 700–717
  - 25 Rede Mineira de Viação 2201–2207, 2217–2228
  - 71 Viação Férrea do Rio Grande do Sul 2121–2145, 2161–2168, 6169–6206
  - 35 Estrada de Ferro Vitória a Minas 531–565
- 3 Kanada
  - 2 London and Port Stanley Railway L4, L5
  - 1 General Motors Diesel demonstrator 7707 (to Sweden as Statens Järnvägar T42)
- 3 Chile
  - 3 Andes Copper Mining 81–83
- 97 Egyiptom
  - 97 Egyptian Railways 3701–3797
- 23 Izrael
  - 23 Israel Railways 104–126
- 137 Irán
  - 137 RAI 40.01–40.137
- Hong Kong
  - 5 Kowloon-Canton Railway 51–55 G12 (52–55 to Chicago Freight Car Leasing Australia as TL152–TL155)
- 84 Mexikó
  - 84 Ferrocarriles Nacionales de México 5806–5889
- 15 South Korea
  - 47 Korean National Railways 4001–4015, 4101–4110, 4201–4222
- 25 Nigéria
  - 25 Nigerian Railways 1101–1125
- 2 Norvégia
  - 2 Sydvaranger 1, DE101 – G12
- 2 Srí Lanka
  - 2 Sri Lanka Railways.

Class M2C 626-627 (Only use for upcountry between Rathmalana, Colombo- Kandy, Badulla)
- 3 Venezuela
  - Government Coal Mines 01–03

### A1A-A1A verzió
- 25 Argentína
  - 25 Sarmiento Railway 4501–4525
- 13 Ausztrália
  - 13 Queensland Rail Limited 1400-1412 – 1400 sorozat
- 26 Brazília
  - 6 Rede Mineira de Viação 2708–2712
  - 20 Viação Férrea do Rio Grande do Sul 2101–2120
- 12 Srí Lanka
  - 12 Sri Lanka Railways.
  - M2 569-573 Egy mozdonyt terroristák elpusztítottak
  - M2A 591-593
  - M2B 594-595
  - M2D 628-629
- 11 Indonézia
  - 11 Indonesian State Railways BB201 01–BB201 11
- 6 Mexikó
  - 6 Ferrocarriles Nacionales de México 5800–5805
- 146 Új-Zéland
  - 146 New Zealand Government Railways 1400–1545 – NZR DA
- 52 Tajvan
  - 52 Taiwan Railway Administration R21–R72
- 1 USA
  - 1 Electro-Motive Division demonstrator 1956

### Co-Co verzió
- 66 Ausztrália
  - 10 Queensland Rail Limited 1450-1459 – 1450 sorozat
  - 42 Queensland Rail Limited 1460-1501 – 1460 sorozat
  - 14 Western Australian Government Railways 1501-1514 – A sorozat

## Galéria

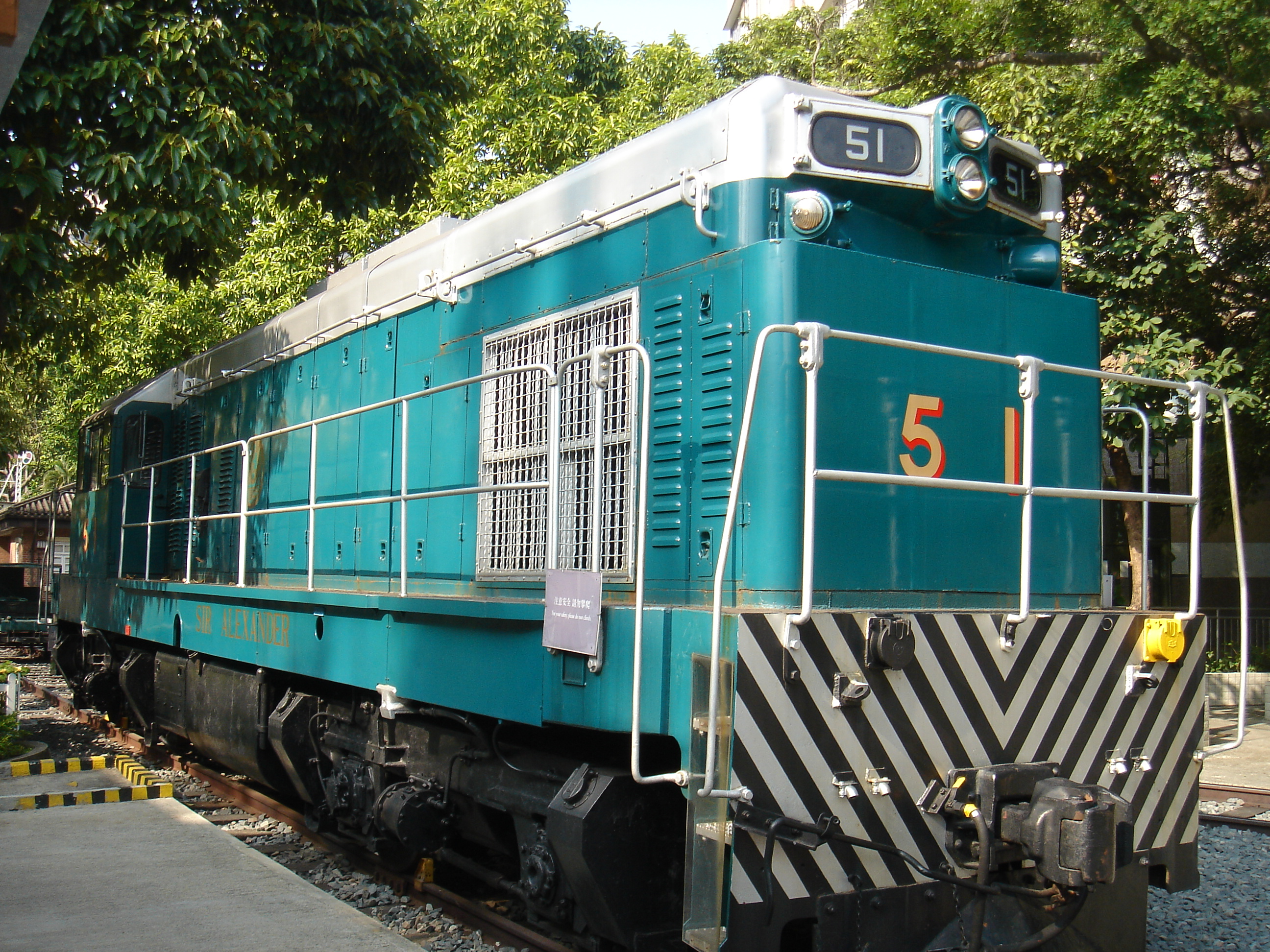
Volt Kowloon-Canton Railway mozdony a Hong Kong Railway Museum-ban
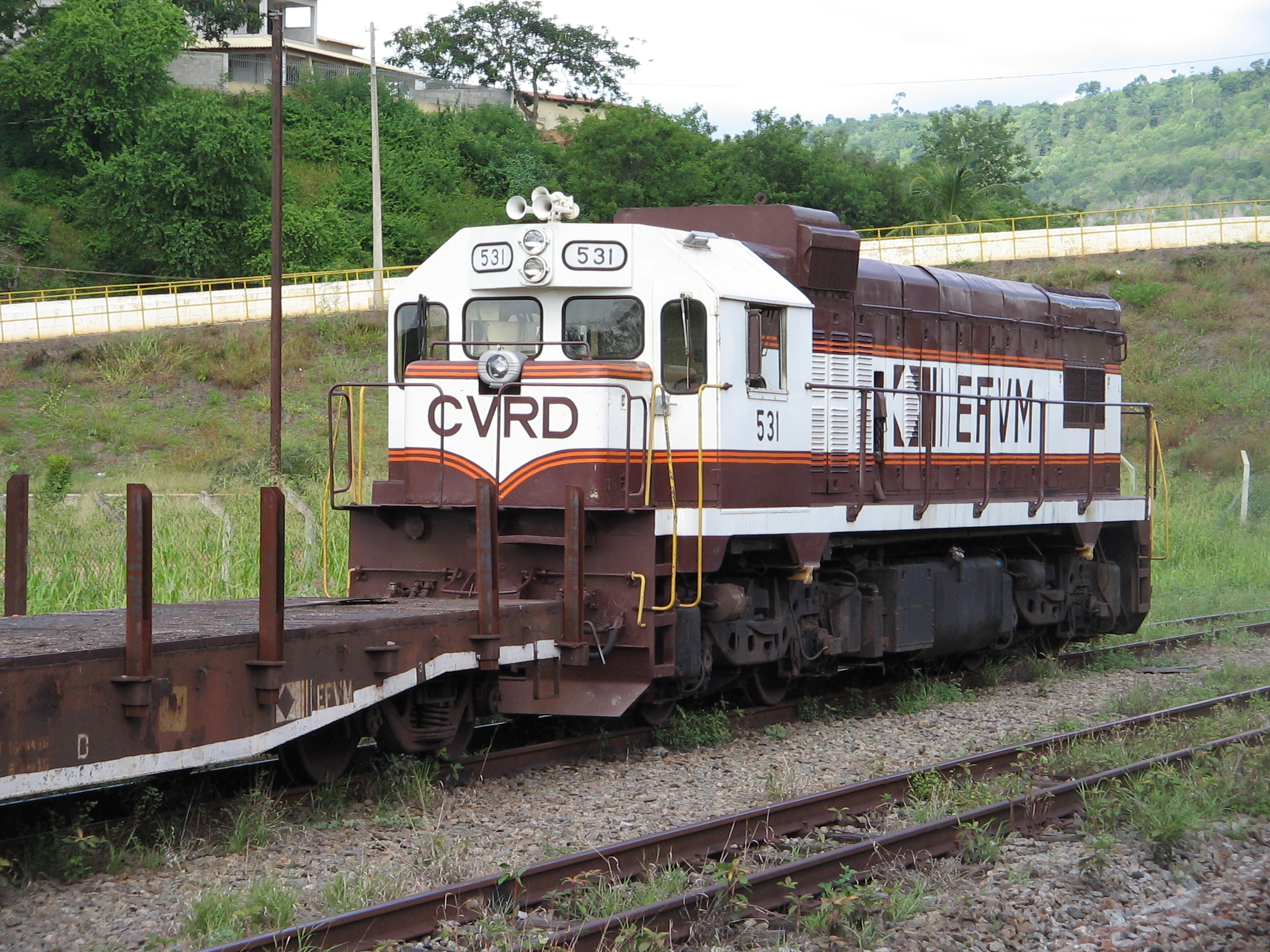
Estrada de Ferro Vitória a Minas mozdony Brazíliában
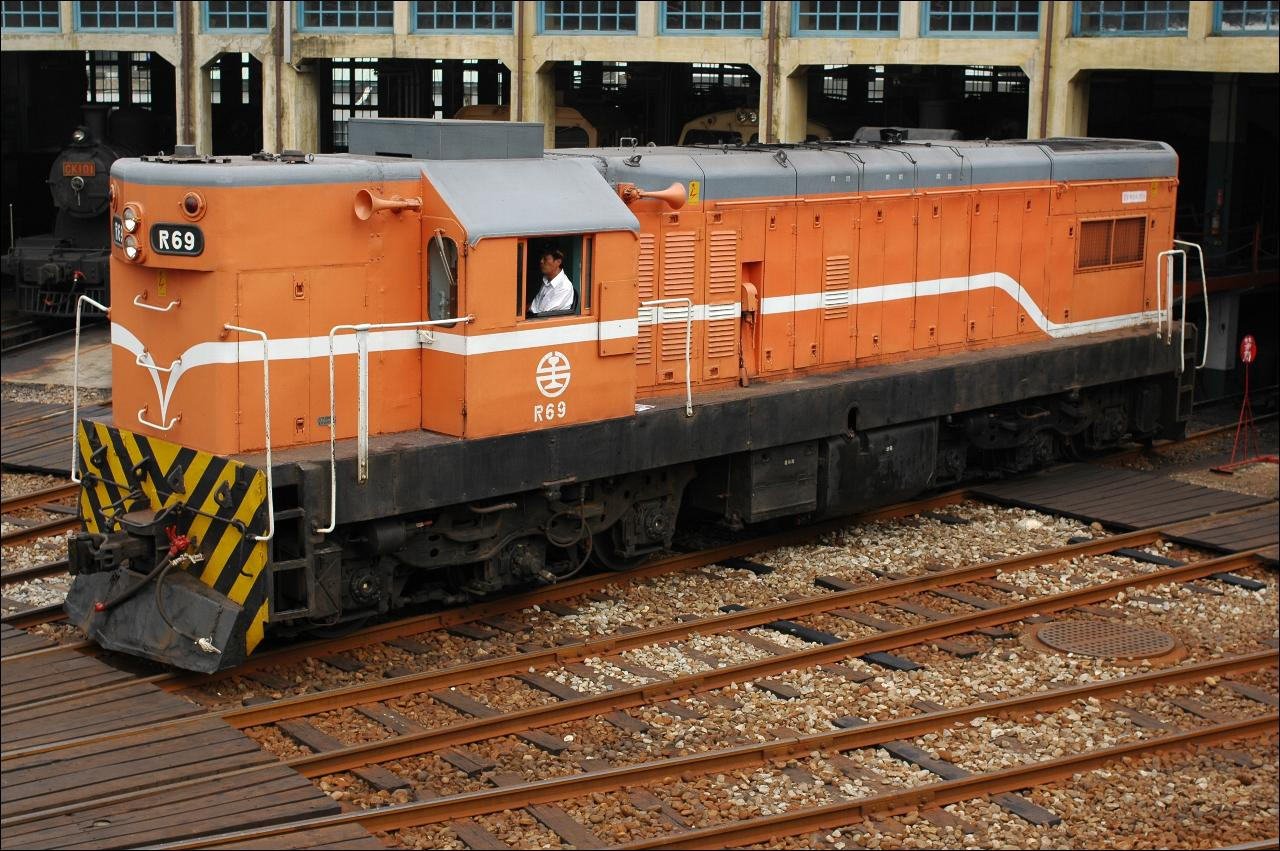
Taiwan Railway Administration mozdony Tajvanon